# Södertälje kommun
Södertälje kommun (uttal (fil)), är en kommun i Stockholms län. Centralort är Södertälje.
Naturen i Södertälje kommun är mycket omväxlande. Området sträcker sig från Mälaren i norr till Östersjön i sydöst. År 1819 öppnade Södertälje kanal och därefter järnvägen vilket ledde till många industrier sökte sig till tätorten. I början av 2020-talet fanns 37 procent av kommunens arbetstillfällen inom tillverkningsindustrin.  
Sedan kommunen fick sin nuvarande form (Nykvarns kommun bröts ut 1999) har befolkningstrenden varit starkt positiv. Ända sedan kommunen bildades 1971 har Socialdemokraterna suttit vid makten, undantaget en mandatperiod i slutet av 1980-talet.

## Administrativ historik
Kommunens område motsvarar socknarna: Hölö, Mörkö, Salem (mindre del), Tveta, Vårdinge, Västertälje, Ytterenhörna, Ytterjärna, Östertälje, Överenhörna och Överjärna. I dessa socknar bildades vid kommunreformen 1862 landskommuner med motsvarande namn. I området fanns även Södertälje stad som 1863 bildade en stadskommun.
Igelsta municipalsamhälle inrättades 12 december 1924 och upplöstes 30 juni 1953. Järna municipalsamhälle inrättades 8 september 1911 och upplöstes vid utgången av 1955.
1946 införlivades Västertälje landskommun i Södertälje stad. Enhörna landskommun bildades 1948 av Ytterenhörna och Överenhörna landskommuner.
Vid kommunreformen 1952 bildades storkommunerna Hölö (av de tidigare kommunerna Hölö och Mörkö), Järna (av Vårdinge, Ytterjärna och Överjärna) samt Östertälje (av Tveta och Östertälje) medan Enhörna landskommun samt Södertälje stad förblev opåverkade.
1963 införlivades Östertälje landskommun i Södertälje stad. 1967 införlivades Enhörna landskommun i Södertälje stad samtidigt som områdets länstillhörighet  ändrades från Södermanlands län till Stockholms län. Södertälje kommun bildades vid kommunreformen 1971 av Södertälje stad och landskommunerna Järna, Turinge, Hölö och ett område ur Mariefreds stad (Taxinge församling) där de två senare områdenas länstillhörighet samtidigt ändrades från Södermanlands län till Stockholms län. 1974 införlivades en mindre del ur den då upplösta Salems kommun (9,3 kvadratkilometer i nordväst).
1999 utbröts ur Södertälje kommun församlingarna Taxinge och Turinge samt en mindre del av den tidigare Västertälje socken till den då bildade Nykvarns kommun.
Kommunen ingår sedan bildandet i Södertälje tingsrätts domsaga.
Kommunen ingår sedan 2010 i Förvaltningsområdet för finska. 

## Geografi
Kommunen är belägen i de norra delarna av landskapet Södermanland med Mälaren i norr och Östersjön (Svärdsfjärden, Himmerfjärden och Järnafjärden) i öster; dessa förbinds av Södertälje kanal. Nordöstra delen av kommunen, Östertälje distrikt, ligger på ön Södertörn. 
Södertälje kommun gränsar i öster till Salems, Botkyrka och Nynäshamns kommuner, alla i Stockholms län. I väster gränsar kommunen till Trosa kommun och Gnesta kommun i Södermanlands län samt Nykvarns kommun i Stockholms län och Strängnäs kommun i Södermanlands län. I norr gränsar kommunen (i Mälaren) till Ekerö kommun i Stockholms län.  

### Topografi och hydrografi
Naturen i Södertälje kommun är mycket omväxlande. Området sträcker sig från  Mälaren i norr till Östersjön i sydöst. Gnejser dominerar den uppspruckna berggrunden. Exempelvis syns sprickdalslandskapet vid centralorten utmed kommunens östra gräns. Den norra, liksom mellersta delen av kommunen, utgörs av växlande uppodlade slätter, ett kuperat landskap med skogklädda höjder på 80–90 meter över havet, talrika sjöar och ibland områden som nästan vildmarksliknande. Som kontrast har södra delen av kommun flera natursköna områden, så som vid slotten Tullgarn och Hörningsholm. En tallskogsbevuxen rullstensås med ett vackert höjdparti, Kusens backe, hittas i östra delen av tätorten Södertälje.
Nedan presenteras andelen av den totala ytan 2020 i kommunen jämfört med riket.
|  | Bebyggelse (10,7 %) |

|  | Skog (55,2 %) |

|  | Öppen myrmark (1,5 %) |

|  | Jordbruksmark (19,4 %) |

|  | Övrig mark (13,2 %) |

|  | Bebyggelse (3,1 %) |

|  | Skog (68,0 %) |

|  | Öppen myrmark (7,2 %) |

|  | Jordbruksmark (7,4 %) |

|  | Övrig mark (14,3 %) |

### Naturskydd
År 2022 fanns 21 naturreservat i Södertälje kommun.
År 1992 bildades det kommunala naturreservatet Öbacken-Bränninge. I reservatet som utgörs av barrskog, ädellövskog, ängs- och betesmark, trivs sällsynta svamparter. Även Kålsö bildades 1992. Området består av skärgård, ängs- och betesmark samt ädellövskog. Reservatet är även klassat som Natura 2000 område.

### Administrativ indelning
Fram till 2016 var kommunen för befolkningsrapportering indelad i sju församlingar – Enhörna, Hölö-Mörkö, Södertälje, Vårdinge, Ytterjärna, Östertälje och  Överjärna.

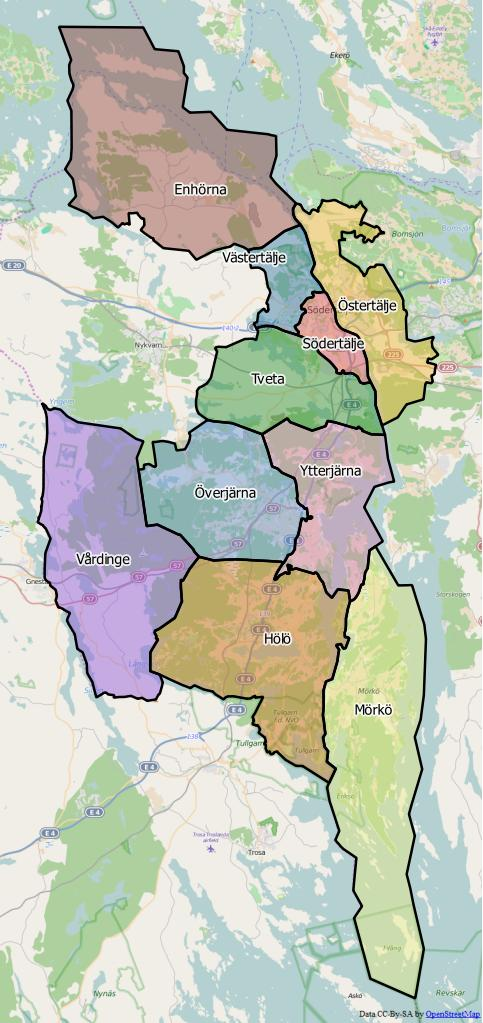
Distrikt inom Södertälje kommun

Från 2016 indelas kommunen istället i 10  distrikt:

- Enhörna
- Hölö
- Mörkö
- Södertälje
- Tveta
- Vårdinge
- Västertälje
- Ytterjärna
- Östertälje
- Överjärna

### Tätorter
År 2020 bodde 92,3 procent av kommunens invånare i någon av kommunens tätorter, vilket var högre än motsvarande siffra för riket där genomsnittet var 87,6 procent. Vid Statistiska centralbyråns tätortsavgränsning 2020 fanns det 10 tätorter i Södertälje kommun:
| Tätort                   | Befolkning |
| ------------------------ | ---------- |
| Södertälje               | 76 320     |
| Järna                    | 6 153      |
| Hölö                     | 1 602      |
| Kallfors                 | 1 539      |
| Mölnbo                   | 1 131      |
| Ekeby                    | 1 000      |
| Viksäter och Viksberg    | 936        |
| Aska, Tuna och Sandviken | 877        |
| Vattubrinken             | 396        |
| Nibble                   | 249        |

## Styre och politik

### Styre
Ända sedan kommunen bildades har Socialdemokraterna suttit vid makten, undantaget en mandatperiod i slutet av 1980-talet. Mandatperioden 2010–2014 styrdes kommunen av Miljöpartiet i koalition med Socialdemokraterna och Vänsterpartiet. Tillsammans samlade partierna 34 av 65 mandat. Koalitionen behöll makten även efter valet 2014.
Efter valet 2018 bildades en blocköverskridande koalition mellan Centerpartiet, Kristdemokraterna, Miljöpartiet och Socialdemokraterna. Kommunstyrelsens ordförande Boel Godner menade att "Vi behöver något stabilt och tryggt och därför har vi en bra känsla av det här nya styret där vi får en majoritet utan SD". Det var då första gången sedan kommunen bildades som vänsterblocket inte hade egen majoritet.
Efter valet 2022 fick den så kallade Södertäljealliansen, bestående av Kristdemokraterna, Liberalerna och Moderaterna, majoritet genom ett samarbete med Sverigedemokraterna och Realistpartiet. Men i oktober 2022 stod det klart att två ledamöter från Kristdemokraterna röstade mot förslaget till styre. Istället blev den styrande koalitionen Centerpartiet, Miljöpartiet, Socialdemokraterna och Vänsterpartiet. Boel Godner kunde således sitta kvar som kommunstyrelsens ordförande. Kort därpå, i november samma år, meddelades ett nytt styre bestående av Socialdemokraterna, Moderaterna och Miljöpartiet.

### Kommunfullmäktige

#### Presidium
| Presidium 2022–2026    | Presidium 2022–2026 | Presidium 2022–2026    |
| ---------------------- | ------------------- | ---------------------- |
| Ordförande             | S                   | Peter Friström         |
| Förste vice ordförande | V                   | Caterina Glaser Müller |
| Andre vice ordförande  | M                   | Per Holmgren           |

#### Mandatfördelning 1970–2022
|  | 31 | 10 | 10 | 8 |

| 50 | 11 |

| 4 | 28 | 16 | 5 | 8 |

| 45 | 16 |

| 4 | 27 | 13 | 7 | 10 |

| 41 | 20 |

| 4 | 29 | 9 | 7 | 12 |

| 40 | 21 |

| 4 | 31 |  | 8 | 3 | 14 |

| 40 | 21 |

| 3 | 32 |  | 4 | 11 | 14 |

| 42 | 23 |

| 4 | 28 | 5 | 6 | 9 | 13 |

| 34 | 31 |

| 4 | 27 | 3 | 4 | 4 | 6 |  | 15 |

| 35 | 30 |

| 4 | 31 | 5 |  | 4 | 4 |  | 13 |

| 33 | 32 |

| 6 | 27 | 5 |  | 4 | 3 | 4 | 15 |

| 34 | 31 |

| 5 | 28 | 4 |  |  | 3 | 7 | 4 | 10 |

| 34 | 31 |

| 4 | 23 | 4 |  |  |  | 5 | 5 | 4 | 14 |

| 37 |  | 27 |

| 4 | 25 | 5 | 5 |  | 3 | 4 |  | 15 |

| 39 | 26 |

| 4 | 23 | 6 | 9 |  | 3 | 4 | 3 | 12 |

| 38 | 27 |

| 4 | 21 | 4 | 9 |  | 4 | 4 | 6 | 11 |

| 42 | 23 |

| 5 | 20 | 3 | 10 | 3 | 3 | 3 | 6 | 12 |

| 44 | 21 |

### Nämnder

#### Kommunstyrelse
Totalt har kommunstyrelsen 11 ledamöter. Mandatperioden 2022–2026 tillhör tre  Socialdemokraterna och två tillhör Moderaterna. Sverigedemokraterna har två ledamöter och Centerpartiet, Kristdemokraterna, Miljöpartiet och Vänsterpartiet har en ledamot vardera.
| Presidium 2022–2026    | Presidium 2022–2026 | Presidium 2022–2026 |
| ---------------------- | ------------------- | ------------------- |
| Ordförande             | S                   | Boel Godner         |
| Förste vice ordförande | S                   | Elof Hansjons       |
| Andre vice ordförande  | M                   | Alexander Rosenberg |

#### Lista över kommunstyrelsens ordförande
| Namn | Namn                | Tillträdde     | Avgick           |
| ---- | ------------------- | -------------- | ---------------- |
|      | Hans Mattsson (S)   | 1 januari 1971 | 31 december 1988 |
|      | Rolf Eriksson (M)   | 1 januari 1989 | 31 december 1991 |
|      | Conny Andersson (S) | 1 januari 1992 | 31 oktober 1998  |
|      | Anders Lago (S)     | 1 januari 1999 | 30 juni 2011     |
|      | Boel Godner (S)     | 1 juli 2011    |                  |

#### Övriga nämnder
| Nämnd                           | Ordförande | Ordförande          | Förste vice ordförande | Förste vice ordförande    | Andre vice ordförande | Andre vice ordförande |
| ------------------------------- | ---------- | ------------------- | ---------------------- | ------------------------- | --------------------- | --------------------- |
| Arbets- och näringslivsnämnden  | M          | Maria Frithz Warg   | S                      | Tommy Zettervall          | SD                    | Andreas Birgersson    |
| Arvodesnämnden                  | S          | Johan Schönbeck     | M                      | Anne-Marie Larsson        | SD                    | Hans Joglund          |
| Enhörna kommundelsnämnd         | M          | Katarina Seppänen   | S                      | Johan Schönbeck           | R                     | Lars-Göran Jonsson    |
| Hölö-Mörkö kommundelsnämnd      | MP         | Mats Pertoft        | M                      | Anna Carlqvist Liljekvist | SD                    | Jimi Axzell           |
| Järna kommundelsnämnd           | MP         | Hanna Klingborg     | S                      | Susanne Bergström         | M                     | Joachim Hagström      |
| Kultur- och fritidsnämnden      | S          | Eva Pedersen Wallin | MP                     | Mats Pertoft              | SD                    | Richard Graff         |
| Miljönämnden                    | MP         | Lars Greger         | M                      | Göran Karlsson            | L                     | Ida Banovac           |
| Omsorgsnämnden                  | M          | Izla Markous        | MP                     | Karla Sand                | SD                    | Stefan Jakobsson      |
| Stadsbyggnadsnämnden            | S          | Håkan Buller        | M                      | Lukas Kerimo              | KD                    | Mats Siljebrand       |
| Tekniska nämnden                | M          | Alexander Rosenberg | MP                     | Naiara Pereira Cunha      | SD                    | Joachim Hagström      |
| Utbildningsnämnden              | S          | Elof Hansjons       | M                      | Maria Frithz Warg         | SD                    | Andreas Birgersson    |
| Valnämnden                      | S          | Peter Friström      | M                      | Anders Carsfeldt          | SD                    | Mauri Voittonen       |
| Vårdinge-Mölnbo kommundelsnämnd | S          | Ville Mikkola       | MP                     | Ingrid Waldenström        | SD                    | Stefan Jakobsson      |
| Äldreomsorgsnämnden             | S          | Pia Sjöstrand       | M                      | Izla Markous              | KD                    | Anna-Tuulia Syrjänen  |

Källa:

## Ekonomi och infrastruktur

### Näringsliv
År 1819 öppnade Södertälje kanal  och därefter järnvägen vilket ledde till många industrier sökte sig till tätorten. Ända sedan mitten av 1800-talet har just Södertälje hört till Sveriges mest expansiva stad. Det första stora företaget inom det som idag utgör Södertälje kommun var Ekenbergska vagnfabriken, senare D. J. Ekenbergs Söner, som startade 1838 och som var känt för såväl sitt stora kunnande som sina gedigna produkter. Samtidigt som järnvägen byggdes expanderade och moderniserades företaget. År 1873 köptes företaget upp av AB Atlas i Stockholm, numer känt som AB Atlas-Copco. En av Sveriges första petrokemiska fabriker öppnade vid Framnäs 1860 och 1871 öppnade Södertälje tändsticksfabrik. Givet lågkonjunkturen utvecklades det lokala näringslivet långsamt under första hälften av 1880-talet. Under andra halvan vände konjunkturen och fler företsgsetableringar tillkom så som Svenska jutevävsfabriken 1889, Vagnsfabriksaktiebolaget i Södertelge (Vabis) 1891, Södertelge Verkstäder 1897 och Svenska Centrifugaktiebolaget 1898.
I början av 2020-talet fanns 37 procent av kommunens arbetstillfällena inom tillverkningsindustrin. Bland de dominerande företagen hittades ladtbilstillverkaten Scania AB och AstraZeneca-koncernen med ett flertal företag inom läkemedelsbranschen. Andra större företag var exempelvis Randstad AB och Svenska Volkswagen AB. I Järna fanns mer än 120 företag och företagsbildningar som sysselsatte ett stort antal anställda inom den antroposofiska rörelsen. Andra stora arbetsgivare var kommunen och regionen.

### Infrastruktur

#### Transporter
I öst-västlig riktning genomkorsas Södertälje kommun av E20 och i nord-sydlig riktning E4.  
Kommunen är en järnvägsknut. Stambanan mellan Stockholm och Göteborg stod klar 1862 och därefter har Södra stambanan mellan Stockholm och Malmö och Svealandsbanan mellan Södertälje och Eskilstuna. Alla tre banorna trafikeras av Mälartågs regionaltåg med stationen Södertälje syd, medan Västra stambanan även trafikeras av SJ och VR fjärrtåg med stopp vid samma station. Stockholms pendeltåg stannar även vid Östertälje, Södertälje hamn, Södertälje centrum, Järna och Mölnbo. 
År 1819 öppnades Södertälje kanal som nyinvigdes 1924 då den fått en ny, rakare och bredare kanalled. Den nya kanalen är sex kilometer, varav tre kilometer är grävda. Kanalens sluss är Nordens största. Staten, som köpte det privata kanalbolaget 1912, finansierade den nya kanalen. Tillsammans med Trollhättan kanal är Södertälje kanal de  enda kanalerna i Sverige som fortsatt används av handelssjöfarten. Tillsammans med Stockholms slussar är kanalen också viktig för vattenregleringen av Mälaren.

## Befolkning

### Demografi

#### Befolkningsutveckling
Kommunen har 102 911 invånare (31 december 2024), vilket placerar den på 19:e plats avseende folkmängd bland Sveriges kommuner. 
| Befolkningsutvecklingen i Södertälje kommun 1970–2020 | Befolkningsutvecklingen i Södertälje kommun 1970–2020 | Befolkningsutvecklingen i Södertälje kommun 1970–2020 | Befolkningsutvecklingen i Södertälje kommun 1970–2020 | Befolkningsutvecklingen i Södertälje kommun 1970–2020 |
| ----------------------------------------------------- | ----------------------------------------------------- | ----------------------------------------------------- | ----------------------------------------------------- | ----------------------------------------------------- |
|                                                       |                                                       |                                                       |                                                       |                                                       |
| År                                                    |                                                       |                                                       | Folkmängd                                             |                                                       |
| 1970                                                  | 1970                                                  |                                                       | 74 409                                                |                                                       |
| 1975                                                  | 1975                                                  |                                                       | 77 811                                                |                                                       |
| 1980                                                  | 1980                                                  |                                                       | 79 771                                                |                                                       |
| 1985                                                  | 1985                                                  |                                                       | 79 642                                                |                                                       |
| 1990                                                  | 1990                                                  |                                                       | 81 674                                                |                                                       |
| 1995                                                  | 1995                                                  |                                                       | 82 178                                                |                                                       |
| 2000                                                  | 2000                                                  |                                                       | 77 308                                                |                                                       |
| 2005                                                  | 2005                                                  |                                                       | 80 533                                                |                                                       |
| 2010                                                  | 2010                                                  |                                                       | 85 758                                                |                                                       |
| 2015                                                  | 2015                                                  |                                                       | 93 202                                                |                                                       |
| 2020                                                  | 2020                                                  |                                                       | 100 111                                               |                                                       |
| Anm: Mellan 1995 och 2000 skapades Nykvarns kommun.   |                                                       |                                                       |                                                       |                                                       |

#### Utländsk bakgrund
Den 31 december 2018 utgjorde antalet invånare med utländsk bakgrund (utrikes födda personer samt inrikes födda med två utrikes födda föräldrar) 52 883, eller 54,31 % av befolkningen (hela befolkningen: 97 381 den 31 december 2018). Den 31 december 2002 utgjorde antalet invånare med utländsk bakgrund enligt samma definition 27 724, eller 34,82 % av befolkningen (hela befolkningen: 79 613 den 31 december 2002). Mellan åren 2002 - 2018 har antalet personer med svensk bakgrund minskat medan antalet personer med utländsk bakgrund har ökat.

#### Invånare efter de vanligaste födelseländerna
Följande länder är de 10 vanligaste födelseländerna för befolkningen i Södertälje kommun.
| Födelseland 31 december 2021 | Födelseland 31 december 2021 | Födelseland 31 december 2021 | Födelseland 31 december 2021 | Födelseland 31 december 2021 |
| ---------------------------- | ---------------------------- | ---------------------------- | ---------------------------- | ---------------------------- |
| Nr                           | Land                         | Antal                        | Andel                        | Andel i hela riket           |
| 1                            | Sverige                      | 58 291                       | 57,59 %                      | 80,00 %                      |
| 2                            | Irak                         | 8 431                        | 8,33 %                       | 1,40 %                       |
| 3                            | Syrien                       | 8 164                        | 8,07 %                       | 1,88 %                       |
| 4                            | Finland                      | 3 002                        | 2,97 %                       | 1,31 %                       |
| 5                            | Turkiet                      | 2 323                        | 2,30 %                       | 0,52 %                       |
| 6                            | Polen                        | 2 171                        | 2,15 %                       | 0,91 %                       |
| 7                            | Indien                       | 938                          | 0,93 %                       | 0,45 %                       |
| 8                            | Libanon                      | 930                          | 0,92 %                       | 0,28 %                       |
| 9                            | Egypten                      | 834                          | 0,82 %                       | 0,10 %                       |
| 10                           | Tyskland                     | 676                          | 0,67 %                       | 0,51 %                       |

#### Minoriteter
Södertälje kommun ingår sedan 2010 i förvaltningsområdet för finska. Inom ramen för detta erbjöd kommunen 2018 finsk förskola för barn upp till sex års ålder genom Sverigefinska förskolan, skolverksamhet på finska upp till årskurs sex på Stålhamraskolan och äldreomsorg på finska för personer med demens på Mariekällgården. Enligt uppgifter från 2012 hade 13 procent, eller cirka 10 000 personer, finsk bakgrund.

### Sociala förhållanden
Mellan åren 2011 och 2016 minskade barnfattigdomen med 5,2 procentenheter. År 2016 levde 14,2 procent av barnen I kommunen i fattigdom. År 2017 levde 27 procent av barnen i ekonomiskt utsatta familjer och 15 procent av barnen levde i familjer med låg inkomststandard, det var ingen skillnad mellan pojkar och flickor.
År 2018 levde 15,2 procent av barnen i åldern 0–17 år med en ensamstående mamma och  52,3 procent av barnen hade utländsk bakgrund. De osäkra bostadsförhållandena ledde dels till trångboddhet och dels till hemlöshet. År 2018 levde 40 procent av barnen i Södertälje i trångboddhet, en siffra som hade ökat och dessutom hade kommunen ett högt antal vräkningar som berör barn jämfört med andra kommuner. I jämförelse med andra kommuner hade Södertälje en hög andel människor som levde i långvarig hemlöshet jämfört med andra kommuner.
År 2021 fanns ett särskilt utsatt område i kommunen, Ronna/Geneta/Lina. Därtill fanns riskområdena Hovsjö och Fornhöjden.

## Kultur

### Kulturarv
Bland kommunens kulturarv hittas exempelvis  det kungliga lustslottet Tullgarns slott. Slottet har anor från 1720-talet är känt som Gustav V:s favoritslott. På ön Oaxen bröts kalksten från mitten av 1800-talet och fram till 1974. Kalkugnen Ettan renoverades och återinvigdes 2001 och är numer klassad som kulturminne.

### Kommunvapen
Blasonering: I blått fält en bild av Sancta Ragnhild med klädnad av silver, krona, gloria och stav av guld samt ett rött grekiskt kors på bröstet.
Då Södertälje kommunvapen utarbetades på 1930-talet togs en tradition om Sankta Ragnhild upp, på grund av hennes förmodade anknytning till Södertälje. Vapnet kunde fastställas för Södertälje stad av Kungl. Maj:t år 1935. Vid kommunbildningen 1971 hade ingen del som i sig själv var vapenförande tillförts varför vapnet kunde registreras hos PRV år 1983.